# Сюъл Райт
Сюъл Грийн Райт (на английски: Sewall Green Wright) е американски генетик, известен със значителния си принос към еволюционната теория.

## Биография
Роден е на 21 декември 1889 година в Мелроуз, щата Масачузетс. Негови родители са братовчедите Филип Райт и Елизабет Сюъл. Брат е на политолога Куинси Райт.
Сюъл е надарено дете. Образованието му започва в родния дом. В предучилищна възраст се запознава с математиката покрай баща си, а майка му поощрява интереса му към естествознанието. Сюъл завършва училище за пет, вместо стандартните осем години. През 1906 г. завършва гимназия, като се запознава с „Произход на видовете“ от Дарвин през последната година от обучението си. Записва се в колеж, за да изучава химия, но избира математиката. В последната година от обучението си в колежа, се прехвърля в университета на Илинойс, където се дипломира с магистърска степен по биология. Поканен е за асистент от Ърнест Касъл в института по биология на Харвадския университет, където защитава докторантура по зоология. Неговата дисертация разглежда наследяването на цветовете на козината при морските свинчета.
В периода 1915 – 1925 г., работи за американското Министерство на земеделието. От 1926 до 1955 г. е професор в Чикагския университет.
Съюл е най-известен с приносите си към еволюционната теория. Той е един от учените, който поставят математическата основа в тази наука. Демонстрира ползите от статистически методи при изследванията. Развива собствена концепция за генетичния дрейф.
За научната си дейност е награден с множество награди, сред тях американския Национален медал за наука (1966).